# Cream tea

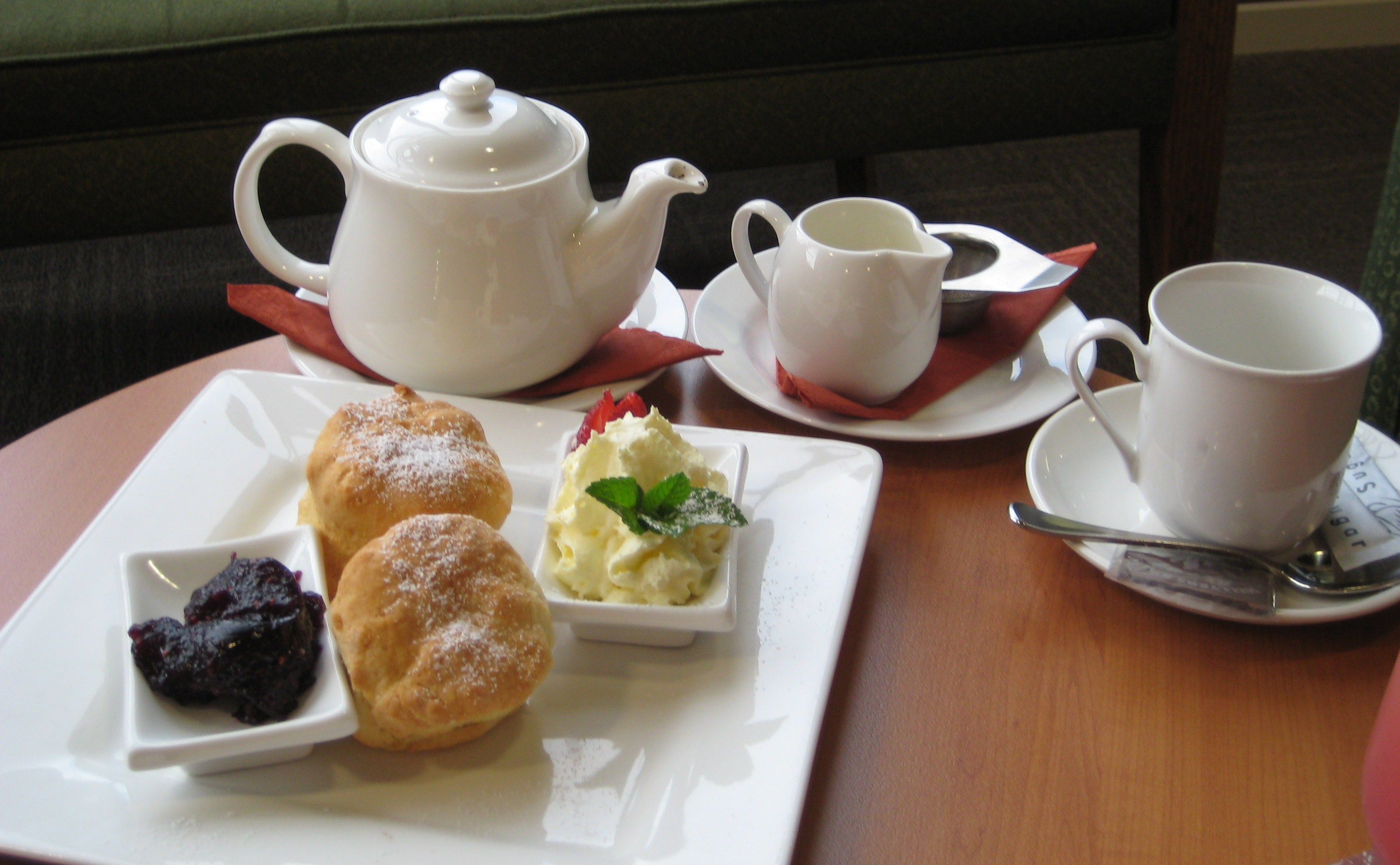
Cream tea nach Devonshire Art, bestehend aus: Tee mit Milch, Scones, Clotted cream und Erdbeerkonfitüre

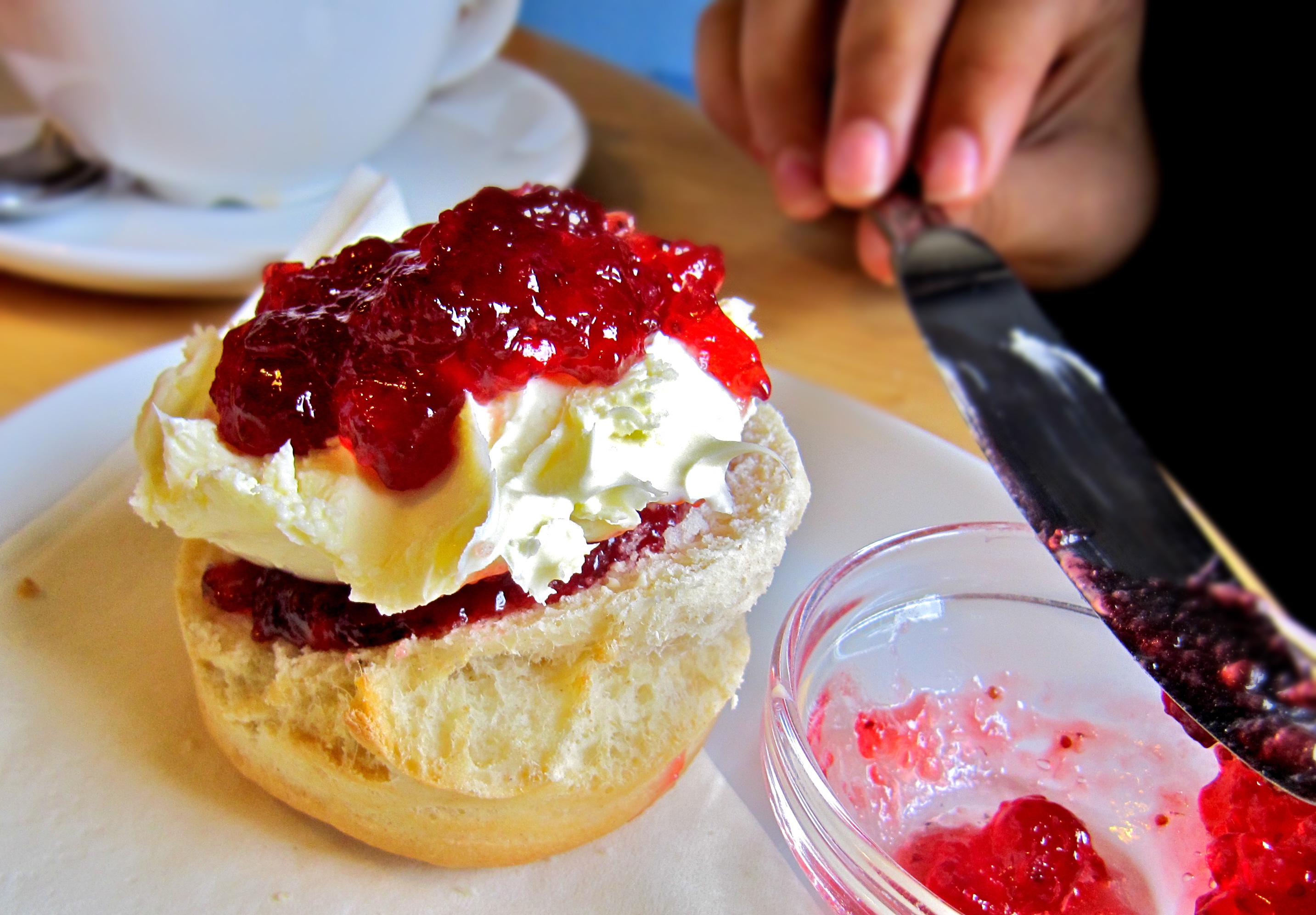
Scone mit Clotted Cream und Erdbeerkonfitüre

Als cream tea (Englisch wörtlich „Sahnetee“, im Sinne von „Nachmittagsimbiss mit Sahne“), Devon cream tea oder Cornish cream tea wird in Großbritannien eine kleine Mahlzeit bezeichnet, die aus Tee (meist mit Milch), Scones, Clotted cream und Konfitüre besteht. Zusätzlich können auch noch kleine Sandwiches gereicht werden.

## Etymologie
Die Namen Devon cream tea bzw. Cornish cream tea beziehen sich auf die südwestenglischen Grafschaften Devon und Cornwall, beides Zentren der Milchwirtschaft und die Heimat der Molkereispezialität Clotted cream. Beide Regionen nehmen auch für sich in Anspruch, den Cream tea erfunden zu haben.

## Trivia
Der Cream tea ist auch Teil einer (humorvollen) Debatte in England darüber, wie die Scones korrekt zu bestreichen seien: Nach Devonshire-Art werden die warmen Scones horizontal halbiert und erst mit Clotted cream, dann mit Erdbeerkonfitüre bestrichen, in Cornwall werden die warmen Scones (oder traditionellerweise „Cornish split“ genannten leicht süßen Brötchen) erst mit Erdbeerkonfitüre, dann mit Clotted cream bestrichen.